# خوزبا یورنته
خوزبا یورنته (انگلیسی: Joseba Llorente؛ زادهٔ ۲۴ نوامبر ۱۹۷۹) بازیکن فوتبال اهل اسپانیا است.
از باشگاه‌هایی که در آن بازی کرده‌است می‌توان به باشگاه فوتبال رئال سوسیداد، باشگاه فوتبال رئال وایادولید، باشگاه فوتبال ایبار، باشگاه فوتبال اوساسونا، و باشگاه فوتبال ویارئال اشاره کرد.
وی همچنین در تیم ملی فوتبال باسک بازی کرده‌است.